# Prima guerra sannitica
La Prima guerra sannitica fu combattuta dai Romani contro i Sanniti, tra il 343 a.C. e il 341 a.C., quando si concluse con un trattato di pace, siglato a Roma. Teatro dello scontro furono la Campania ed il Sannio.
Secondo buona parte della storiografia moderna, la prima guerra sannitica, così come è stata ricostruita dalla tradizione antica, potrebbe essere frutto di invenzioni o più semplicemente di una differente cronologia dei fatti. La storica italiana Marta Sordi riteneva, infatti, che la grande guerra latina fosse da anticipare rispetto alla prima guerra sannitica, per una serie di incoerenze cronologiche evidenti; la studiosa daterebbe l'inizio della guerra sannitica al 331 a.C. e la sua fine a dieci anni più tardi nel 321 a.C., quando i Romani furono pesantemente sconfitti alle Forche caudine. La nuova cronologia risulterebbe pertanto come segue: 
- nel 354 a.C. vi sarebbe stato il patto di alleanza tra Romani e Sanniti (foedus);[4]
- nel 349 a.C. l'inizio della "grande guerra latina" terminata nel 347 a.C., che vide schierati da una parte i Romani e i Sanniti, dall'altra Latini e Campani;[5]
- nel mezzo della guerra latina la sottoscrizione del trattato tra Roma e Cartagine del 348 a.C., contro anche gli stessi Latini;[4]
- nel 331 a.C. l'inizio della prima guerra sannitica con la rottura del foedus tra Romani e Sanniti (fino ad allora mai disatteso, come invece vorrebbe la tradizione antica), terminata nel 321 a.C. con una sconfitta romana, che costrinse Roma a rinunciare a difendere i Sidicini e ad abbandonare le colonie di Fregellae e Cales.[4][6]

## Casus belli
Il casus belli che fece scoppiare la prima guerra tra Sanniti e Romani fu offerto dalla città di Capua, fiorente centro della Magna Grecia poco lontana dalla costa, situata nella pianura campana e, quindi, nelle mire dei Sanniti. Quando questi la posero sotto assedio, la città di Capua mandò un'ambasceria a Roma chiedendone la protezione.
Il Senato romano però si tirò indietro a causa di un trattato di non belligeranza stipulato in precedenza proprio con i Sanniti (354 a.C.), al che gli ambasciatori tentarono l'ultima carta che avevano per ottenere soccorso: consegnarono la loro città nelle mani di Roma, grazie all'espediente della deditio.
(Livio, Ab Urbe condita libri, VII, 31.)
Il Senato accettò, ovviamente, e mandò ambasciatori ai sanniti per informarli della mutata situazione e per chiedere che l'assedio fosse interrotto. I Sanniti, però, rifiutarono e così a Roma non restò che dichiarare loro guerra nel 343 a.C.

## Prima guerra sannitica

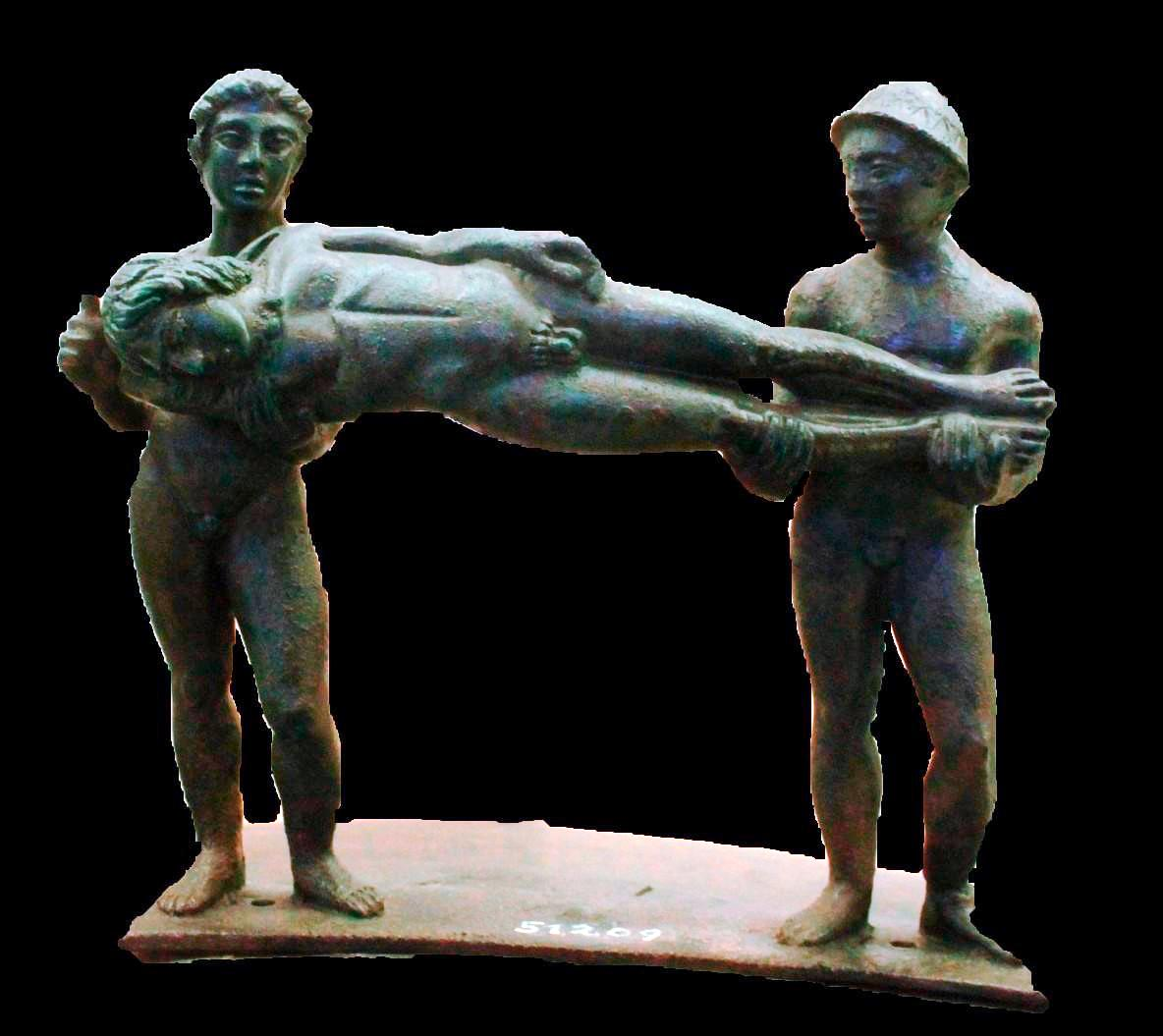
Manico di un coperchio di cista che illustra due guerrieri che portano un compagno morto in combattimento. Da Palestrina, IV secolo a.C., conservato al Museo nazionale archeologico di Villa Giulia in Roma.

La campagna militare fu affidata ai due consoli in carica Marco Valerio Corvo e Aulo Cornelio Cosso Arvina, entrambi patrizi, ma non per questo in contrasto alle Leggi Licinie Sestie da poco approvate (uno dei due consoli poteva essere un plebeo). In Campania fu inviato Marco Valerio, nel Sannio Aulo Cornelio.
Secondo il racconto di Tito Livio, Marco Valerio condusse i Romani alla vittoria nella battaglia del Monte Gauro, in quello che fu il primo scontro in campo aperto tra i due popoli.
(Livio, Ab Urbe condita libri, VII, 33.)
Più difficile fu la situazione in cui si venne a trovare l'altro console, Aulo Cornelio, che si trovò intrappolato con le sue truppe in una stretta valle del Sannio, osservato dall'alto dai Sanniti, pronti alla battaglia. Solo la prontezza del tribuno militare Publio Decio Mure, riuscì ad evitare il peggio ai romani, permettendo a loro di guadagnare, senza perdite, una posizione più favorevole.
(Livio, Ab Urbe condita libri, VII, 36.)
Approfittando dello sconcerto per l'accaduto dei Sanniti, i Romani li attaccarono prontamente in campo aperto, ottenendo una chiara vittoria.
In quel primo anno venne combattuta una terza battaglia nei pressi di Suessula, vinta dai romani guidati da Marco Valerio, che, dopo aver preso il campo nemico lasciato sguarnito per le necessità dell'approvvigionamento, fece strage dei nemici, che si erano avventurati nelle campagne vicine per approvvigionare il campo di cibo.
Ai due consoli fu concesso l'onore del trionfo, cui partecipò anche Decio Mure. La notizia delle prime vittorie dei romani, giunse anche a Cartagine, che inviò degli ambasciatori a Roma, per congratularsi della vittoria.
L'anno successivo, il console Gaio Marcio Rutilo inviato a prendere il comando delle truppe acquartierate vicino Capua a sua difesa, si trovò nella necessità di affrontare comportamenti sediziosi dei soldati, che progettavano di prendere con la forza Capua, per impadronirsi delle sue ricchezze.
Con tattiche diversive, riuscì ad allontanare dagli accampamenti militari gli elementi più pericolosi, fino a quando gli insubordinati ne capirono le mosse, uscendo allo scoperto, e muovendo armati alla volta di Roma. Marco Valerio Corvo, nominato dittatore, riuscì ad evitare lo scontro tra truppe romane, promuovendo un accordo con i rivoltosi.
La guerra si concluse nel 341 a.C., quando al console Lucio Emilio Mamercino Privernate fu affidata la campagna nel Sannio. Entrato in territorio nemico, i romani iniziarono a devastarne le campagne, finché i Sanniti non inviarono ambasciatori a Roma per chiedere la pace.
A Roma gli ambasciatori ottennero la pace con i Romani, ed il permesso di continuare la guerra contro i loro nemici di sempre, i Sidicini. Con questo trattato terminò la prima guerra sannitica, anche se durante lo stesso anno, i Sanniti dovettero subire gli attacchi dei Latini, alleati di Roma.